# Mike Biaggio
Miguel Angel Olivares Biaggio nasceu em (San Luis Potosí, México, dia 3 de setembro de 1977), conhecido como Mike Biaggio, é um ator e cantor mexicano.

## Biografia
Desde criança Mike teve muito interesse na dança e atuação especialmente onde ele organizando peças teatrais juntamente com os seus primos onde só ele dirigia. Mike fez parte do (grupo) Mercurio, onde gravou dois álbuns : "El fenómeno" e "Evolución". Ele deixou a cidade de San Luis Potosi, em 1997, para estudar dois anos canto e atuando no (CEA) Centro de Educação Artística da Televisa. Seu primeiro papel foi na telenovela histórico El vuelo del águila em 1996, e dirigido por Jorge Fons com produção por Ernesto Alonso. Em seguida atuou em El privilegio de amar no ano de 1998, sob o comando da produtora Carla Estrada, ele compartilhou cenas com Adela Noriega, Andrés García e Helena Rojo.
Outras telenovelas em que atuou foram:  Soñadoras (1998), La mentira (1998), Mi destino eres tú (2000), El derecho de nacer (2001), El juego de la vida (2001), Corazones al límite (2003), entre otras. No ano de 2005 esteve no elenco de La madrasta nova versão da telenovela chilena de mesmo nome que foi sucesso por todo o mundo, em que ele compartilhou com Ana Layevska,Victoria Ruffo e César Évora, com quem já tinha atuado em Abrázame muy fuerte.
Nesse mesmo ano, para Mike foram abertas as portas em duas telenovelas: Rebelde, e na adaptação da telenovela mexicana de Cris Morena El amor no tiene precio produzida por Salvador Mejía Alejandre. Em 2006, a produtora Lucero Suárez o convidou para o elenco de Las dos caras de Ana, onde teve um pequeno papel, contracenou novamente com Ana Layevska, Rafael Amaya e María Rubio.
No ano seguinte em 2007 ele esteve na nova versão da telenovela  Muchachitas como tú, de Emilio Larrosa que produziu a versão original de 1991. Em 2008 Mike novamente atuou com Ana Layevska, e Mauricio Aspe na telenovela Querida enemiga, onde interpretou seu primeiro vilão.

## Telenovelas
- Te doy la vida (2020) .... Modesto Flores

- Atrapada (2018) .... Marcos
- En tierras salvajes (2017) ... Fidel Molina
- La doble vida de Estela Carrillo (2017) ... Fausto
- Muchacha italiana viene a casarse (2014-2015) .... Osvaldo Ángeles Miranda
- Qué bonito amor (2012-2013) .... Susano Sánchez
- Amorcito corazón (2011) .... Alfonso Armendáriz
- Zacatillo (2010) .... Fernando
- Un gancho al corazón (2008) .... Cristian Bermúdez
- Querida enemiga (2008) .... Gonzalo "Chalo" Carrasco
- Muchachitas como tú (2007) .... Rodrigo Suárez
- Las dos caras de Ana (2006) .... Fabián Escudero
- Rebelde (2006) .... Javier Alanís
- El amor no tiene precio (2005) .... Camilo Marín
- La madrasta (2005) .... Ángel San Román
- Contra viento y marea (2005) .... Cuco
- Corazones al límite (2003) .... Samuel Cisneros Castro
- El juego de la vida (2001) .... Antonio "Toño" Pacheco
- El derecho de nacer (2001) .... Dr. Alberto Limonta
- Mi destino eres tú (2000) .... César Bécker Rodríguez
- La mentira (1998) .... Pepe
- Soñadoras (1998) .... Adolfo
- El privilegio de amar (1998) .... Pancho
- El vuelo del águila (1996)

### Séries
- Paquita la del barrio (2017) - Jorge
- Por siempre Joan Sebastian (2016) - Enrico Figueroa
- Como dice el dicho (2011-2013) - Alex / Mauro
- Mujeres asesinas (2010) - Ramón Morales
- Mujer, casos de la vida real (2001-2003)

## Curiosidades
- Tem um filho chamado Gibran Daniel (nascido em 1997) e uma filha chamada Eugênia (nascida em 2008).
- Já teve uma banda chamada "Mercúrio".
- Gosta de hipismo e esportes aquáticos.
- É um dos personagens principais da telenovela que substituiu Rebelde, A vida é um jogo.
- Ele e Fuzz (Maria Fernanda Malo) trabalharam juntos em Rebelde e A vida é um Jogo.
- Em 2008, casou-se com a atriz Glória Sierra, seu par romântico em Muchachitas como tú com quem tem uma filha chamada Eugênia nascida em 16 de agosto de 2008.

## Ligações Externas
- Mike Biaggio. no IMDb.
- Mike Biaggio em Alma Latina